# Martin van Ophuizen
Martin van Ophuizen, né le 3 novembre 1968 à Purmerend, est un footballeur néerlandais, qui évoluait au poste de défenseur. Il a mis un terme à sa carrière en 2001.